# One Penn Plaza
One Penn Plaza – wieżowiec w Nowym Jorku w dzielnicy Midtown Manhattan, w USA. Budynek ma 228,6 metrów wysokości i 57 kondygnacji. Został zaprojektowany przez firmę Kahn & Jacobs.